# Jordanita graeca
Jordanita graeca is een vlinder uit de familie bloeddrupjes (Zygaenidae). De wetenschappelijke naam is voor het eerst geldig gepubliceerd in 1907 door Jordan.
De soort komt voor in Europa.